# Thomas George
Thomas George (22 de setembro de 1994) é um remador britânico, medalhista olímpico.

## Carreira
George conquistou a medalha de bronze nos Jogos Olímpicos de Verão de 2020 em Tóquio com a equipe da Grã-Bretanha no oito com masculino, ao lado de Josh Bugajski, Jacob Dawson, Moe Sbihi, Charles Elwes, Oliver Wynne-Griffith, James Rudkin, Thomas Ford e Henry Fieldman, com o tempo de 5:25.73. Nos Jogos Olímpicos de Verão de 2024, em Paris, conquistou a medalha de prata na competição de dois sem masculino, ao lado de Oliver Wynne-Griffith com o tempo de 6:24.11.